# 張璪 (宋朝)
張璪（11世纪？—1093年），初名琥，字邃明，滁州全椒（今安徽全椒）人。
張洎之孫。不到二十歲即登进士，授鳳翔法曹、縉雲縣令。历同编修中书条例、直舍人院、同修起居注、知谏院兼侍御史知杂事。元丰（1078年-1085年）初年，入权三司度支副使，知谏院，判国子监。宋哲宗即位後，以奸佞罪罢為郑州知縣。一年後，又徙扬州。卒，赠右银青光禄大夫，谥简翼。

## 延伸阅读
[在维基数据编辑]
 《宋史·卷328》，出自脱脱《宋史》